# لوكاس رييد
لوكاس رييد (بالألمانية: Lukas Ried)‏ هو لاعب كرة قدم نمساوي في مركز الوسط، ولد في 10 أكتوبر 1995 في النمسا. لعب مع نادي هارتبيرغ.

## وصلات خارجية
- لوكاس رييد على موقع قاعدة بيانات كرة القدم.إي يو (الإنجليزية)
- لوكاس رييد على موقع Soccerway.com (الإنجليزية)
- لوكاس رييد على موقع عالم كرة القدم.نت (الإنجليزية)